# Луцюк, Любомир
Любомир-Ярослав Луцюк (англ. Lubomyr Yaroslav Luciuk; р. 9 июля 1953, Кингстон) — канадский историк и географ украинского происхождения, профессор (1999).

## Биография
Родился в Кингстоне, Онтарио, Канада. От 1972 до 1997 года — научный сотрудник исследовательской программы заповедников Министерства природных ресурсов в Онтарио. В 1975-78 — ассистент географического отделения Института Квинс, там же в 1979 получил степень магистра географии. В 1979-80 гг. — научный ассистент географического отделения Университета Альберты, в 1982-84 — научный ассистент исследовательского проекта устной истории (Канадский институт украинских студий). В 1984 г. стал доктором по географии в Университете Альберты в Эдмонтоне, а также членом кафедры украинских студий Торонтского университета, в котором впоследствии занял должность доцента географического отделения. От 1990 до 1992 года работал адъюнкт-профессором географического отделения Института Квинс, а также в отделении политических и экономических наук Королевского военного колледжа Канады г. Кингстон (до 1993 помощником профессора, затем — адъюнкт-профессором, с 1999 — профессором). Время от 1993 был руководителем исследовательской работы Украинско-канадской ассоциации гражданских свобод, с 2007 — председателем ассоциации; 1996-98 — членом Совета иммиграции и беженцев Канады в Торонто; с 1997 — адъюнкт-профессором исторического отделения Университета Британской Колумбии.
Читает курсы по геополитике, мировой географии, истории России и Украины.
Исследует историю и современное положение украинских переселенцев в Канаду, а также украинский вопрос во внешней политике США и Великобритании, проблемы украинских мигрантов и «перемещенных лиц» после Второй мировой войны.
Автор и соавтор публикаций и рецензий в профессиональных изданиях Канады и США, статей на общественные темы в канадских газетах. PR-рецензент журналов «Canadian Ethnic Studies», «Canadian Historical Review», «Canadian Slavonic Papers», «Slavic Review». Подготовил к печати значительное количество документальных материалов, в частности по истории канадских украинцев (1986), проблем англо-американской внешней политики в отношении Украины (1987), материалов Британского министерства иностранных дел относительно голодомора 1932-1933 годов в УССР (1988). Участник нескольких десятков научных конференций.
Отмечен многочисленными наградами и стипендиями.